# Жолудь Олександр Володимирович
Олекса́ндр Володи́мирович Жолу́дь — підполковник Збройних Сил України, учасник російсько-української війни.

## З життєпису
Мешкав у м. Миколаїв. Учасник АТО. Підполковник запасу, колишній заступник керівника Миколаївського обласного територіального центру комплектування та соцпідтримки.
У 2013 році перебував на посаді заступника командира національного контингенту з виховної роботи українського контингенту у Косові, далі проходив військову службу в 79 ОАЕМБр.
У 2021 році був звільнений з військової служби у запас з посади заступника керівника Миколаївського обласного територіального центру комплектування та соцпідтримки.
4 грудня 2021 року, під час полювання поблизу с. Михайлівка на Миколаївщині, дістав вогнепальне поранення у груди, внаслідок чого — помер.
Похований у Миколаєві.

## Нагороди
21 серпня 2014 року — за особисту мужність і героїзм, виявлені у захисті державного суверенітету та територіальної цілісності України, вірність військовій присязі під час російсько-української війни, відзначений — нагороджений орденом Богдана Хмельницького ІІІ ступеня.